# شهرستان بندی باینت
شهرستان بندی باینت (به لاتین: Bainet Arrondissement) یک منطقهٔ مسکونی در هائیتی است که در شهرستان جنوب شرقی واقع شده‌است. شهرستان بندی باینت ۴۶۲٫۶۳ کیلومتر مربع مساحت و ۱۳۵٬۷۹۲ نفر جمعیت دارد.